# Apostolepis flavotorquata
Apostolepis flavotorquata är en ormart som beskrevs av Duméril, Bibron och Duméril 1854. Apostolepis flavotorquata ingår i släktet Apostolepis och familjen snokar. Inga underarter finns listade i Catalogue of Life.
Arten förekommer i Brasilien. Honor lägger ägg och gömmer dem i myrstackar.